# Ipomoea cristulata
Ipomoea cristulata är en vindeväxtart som beskrevs av Hallier f. Ipomoea cristulata ingår i släktet praktvindor, och familjen vindeväxter. Inga underarter finns listade i Catalogue of Life.